# Wouri (vattendrag i Kamerun)
Wouri är ett vattendrag i Kamerun.   Det ligger i regionen Kustregionen, i den sydvästra delen av landet, 210 km väster om huvudstaden Yaoundé.